# Grand Prix Formule 1 van Azerbeidzjan 2023
De Grand Prix Formule 1 van Azerbeidzjan 2023 werd verreden op 30 april op het Baku City Circuit in Bakoe. Het was de vierde race van het seizoen.
De Grand Prix van Azerbeidzjan was de eerste van zes GP-weekends dit jaar zijn waarin een "Sprint" gehouden werd. Een "sprint" is bijna hetzelfde als een normale race, met als groot verschil dat de wedstrijd minder lang duurt. De sprintafstand bedraagt circa 100 kilometer en zal daardoor rond de 25 à 30 minuten gaan duren.
Het Grand Prix-weekend begon op vrijdag met de eerste vrije training van zestig minuten, daarna volgde de kwalificatie. De uitslag van deze kwalificatie bepaalde de startopstelling van de hoofdrace op zondag (inclusief mogelijke gridstraffen) en bepaalde tevens welke coureur de term "poleposition" toegekend krijgt.
Op zaterdagmorgen werd een tweede korte kwalificatiesessie (Sprint Shootout) gehouden die de startopstelling van de "sprint" bepaalde, waarna in de middag de "sprint" werd gereden. 
Op zondag werd de hoofdrace gereden over een "normale" Grand Prix afstand (circa 300 kilometer) en de teams hadden een vrije bandenkeuze.

## Vrije training
- Enkel de top vijf wordt weergegeven.

| Pos. | Nr. | Coureur          | Constructeur               | Tijd     |
| ---- | --- | ---------------- | -------------------------- | -------- |
| 1    | 1   | Max Verstappen   | Red Bull Racing-Honda RBPT | 1:42.315 |
| 2    | 16  | Charles Leclerc  | Ferrari                    | 1:42.352 |
| 3    | 11  | Sergio Pérez     | Red Bull Racing-Honda RBPT | 1:42.454 |
| 4    | 55  | Carlos Sainz jr. | Ferrari                    | 1:42.899 |
| 5    | 4   | Lando Norris     | McLaren-Mercedes           | 1:43.125 |

## Kwalificatie
Charles Leclerc behaalde de negentiende pole position in zijn carrière.
| Pos.                   | Nr. | Coureur          | Constructeur               | Kwalificatietijden | Kwalificatietijden | Kwalificatietijden | Grid   |
| Pos.                   | Nr. | Coureur          | Constructeur               | Q1                 | Q2                 | Q3                 | Grid   |
| ---------------------- | --- | ---------------- | -------------------------- | ------------------ | ------------------ | ------------------ | ------ |
| 1                      | 16  | Charles Leclerc  | Ferrari                    | 1:41.269           | 1:41.037           | 1:40.203           | 1      |
| 2                      | 1   | Max Verstappen   | Red Bull Racing-Honda RBPT | 1:41.398           | 1:40.822           | 1:40.391           | 2      |
| 3                      | 11  | Sergio Pérez     | Red Bull Racing-Honda RBPT | 1:41.756           | 1:41.131           | 1:40.495           | 3      |
| 4                      | 55  | Carlos Sainz jr. | Ferrari                    | 1:42.197           | 1:41.369           | 1:41.016           | 4      |
| 5                      | 44  | Lewis Hamilton   | Mercedes                   | 1:42.113           | 1:41.650           | 1:41.177           | 5      |
| 6                      | 14  | Fernando Alonso  | Aston Martin-Mercedes      | 1:41.720           | 1:41.370           | 1:41.253           | 6      |
| 7                      | 4   | Lando Norris     | McLaren-Mercedes           | 1:42.154           | 1:41.485           | 1:41.281           | 7      |
| 8                      | 22  | Yuki Tsunoda     | AlphaTauri-Honda RBPT      | 1:42.234           | 1:41.569           | 1:41.581           | 8      |
| 9                      | 18  | Lance Stroll     | Aston Martin-Mercedes      | 1:42.524           | 1:41.576           | 1:41.611 *1        | 9      |
| 10                     | 81  | Oscar Piastri    | McLaren-Mercedes           | 1:42.455           | 1:41.636           | 1:41.611 *1        | 10     |
| 11                     | 63  | George Russell   | Mercedes                   | 1:42.073           | 1:41.654           |                    | 11     |
| 12                     | 31  | Esteban Ocon     | Alpine-Renault             | 1:42.622           | 1:41.798           |                    | Pit *2 |
| 13                     | 23  | Alexander Albon  | Williams-Mercedes          | 1:42.171           | 1:41.818           |                    | 12     |
| 14                     | 77  | Valtteri Bottas  | Alfa Romeo-Ferrari         | 1:42.582           | 1:42.259           |                    | 13     |
| 15                     | 2   | Logan Sargeant   | Williams-Mercedes          | 1:42.242           | 1:42.395           |                    | 14     |
| 16                     | 24  | Zhou Guanyu      | Alfa Romeo-Ferrari         | 1:42.642           |                    |                    | 15     |
| 17                     | 27  | Nico Hülkenberg  | Haas-Ferrari               | 1:42.755           |                    |                    | Pit *3 |
| 18                     | 20  | Kevin Magnussen  | Haas-Ferrari               | 1:43.417           |                    |                    | 16     |
| 19                     | 10  | Pierre Gasly     | Alpine-Renault             | 1:44.853           |                    |                    | 17     |
| Q1 107% tijd: 1:48.357 |     |                  |                            |                    |                    |                    |        |
| DNQ                    | 21  | Nyck de Vries    | AlphaTauri-Honda RBPT      | 1:55.282 *4        |                    |                    | 18     |

*1 Lance Stroll en Oscar Piastri reden exact dezelfde tijd tijdens Q3, Stroll start vanaf P9 omdat hij de tijd eerder op de klokken zette dan Piastri.

*2 Esteban Ocon moest vanuit de pit starten omdat er aan zijn wagen is gewerkt onder Parc fermé condities.

*3 Nico Hülkenberg moest vanuit de pit starten omdat de afstelling van de ophanging was veranderd onder Parc fermé condities.

*4 Nyck de Vries zette een tijd neer buiten de 107% maar mocht van de stewards wel aan de wedstrijd deelnemen.

## Sprintkwalificatie
| Pos.                    | Nr. | Coureur          | Constructeur               | Kwalificatietijden | Kwalificatietijden | Kwalificatietijden | Grid   |
| Pos.                    | Nr. | Coureur          | Constructeur               | SQ1                | SQ2                | SQ3                | Grid   |
| ----------------------- | --- | ---------------- | -------------------------- | ------------------ | ------------------ | ------------------ | ------ |
| 1                       | 16  | Charles Leclerc  | Ferrari                    | 1:42.820           | 1:42.500           | 1:41.697           | 1      |
| 2                       | 11  | Sergio Pérez     | Red Bull Racing-Honda RBPT | 1:43.858           | 1:42.925           | 1:41.844           | 2      |
| 3                       | 1   | Max Verstappen   | Red Bull Racing-Honda RBPT | 1:43.288           | 1:42.417           | 1:41.987           | 3      |
| 4                       | 63  | George Russell   | Mercedes                   | 1:43.763           | 1:43.112           | 1:42.252           | 4      |
| 5                       | 55  | Carlos Sainz jr. | Ferrari                    | 1:43.622           | 1:42.909           | 1:42.287           | 5      |
| 6                       | 44  | Lewis Hamilton   | Mercedes                   | 1:43.561           | 1:43.061           | 1:42.502           | 6      |
| 7                       | 23  | Alexander Albon  | Williams-Mercedes          | 1:43.987           | 1:43.376           | 1:42.846           | 7      |
| 8                       | 14  | Fernando Alonso  | Aston Martin-Mercedes      | 1:43.789           | 1:42.976           | 1:43.010           | 8      |
| 9                       | 18  | Lance Stroll     | Aston Martin-Mercedes      | 1:43.879           | 1:43.375           | 1:43.064           | 9      |
| 10                      | 4   | Lando Norris     | McLaren-Mercedes           | 1:43.938           | 1:43.395           | Geen tijd *1       | 10     |
| 11                      | 81  | Oscar Piastri    | McLaren-Mercedes           | 1:44.179           | 1:43.427           |                    | 11     |
| 12                      | 27  | Nico Hülkenberg  | Haas-Ferrari               | 1:44.843           | 1:43.806           |                    | 12     |
| 13                      | 31  | Esteban Ocon     | Alpine-Renault             | 1:44.433           | 1:44.088           |                    | Pit *2 |
| 14                      | 20  | Kevin Magnussen  | Haas-Ferrari               | 1:44.101           | 1:44.332           |                    | 13     |
| 15                      | 2   | Logan Sargeant   | Williams-Mercedes          | 1:44.042           | Geen tijd          |                    | − *3   |
| 16                      | 24  | Zhou Guanyu      | Alfa Romeo-Ferrari         | 1:45.177           |                    |                    | 14     |
| 17                      | 77  | Valtteri Bottas  | Alfa Romeo-Ferrari         | 1:45.352           |                    |                    | 15     |
| 18                      | 22  | Yuki Tsunoda     | AlphaTauri-Honda RBPT      | 1:45.436           |                    |                    | 16     |
| 19                      | 10  | Pierre Gasly     | Alpine-Renault             | 1:46.951           |                    |                    | 17     |
| 20                      | 21  | Nyck de Vries    | AlphaTauri-Honda RBPT      | 1:48.180           |                    |                    | 18     |
| SQ1 107% tijd: 1:48.617 |     |                  |                            |                    |                    |                    |        |

*1 Lando Norris mocht niet meedoen aan SQ3 omdat hij geen nieuwe zachte banden had.

*2 Esteban Ocon moest vanuit de pit starten omdat er aan zijn wagen is gewerkt onder Parc fermé condities.

*3 Logan Sargeant kwalificeerde zich als vijftiende maar nam niet deel aan de sprint na een verzoek van het team om de auto terug te trekken na het ongeluk tijdens de sprintkwalificatie.

## Sprint
Sergio Pérez won voor de eerste keer in zijn carrière een sprint.
| Pos.               | Nr. | Coureur          | Constructeur               | Rondes | Tijd / Oorzaak Uitval | Grid | Punten |
| ------------------ | --- | ---------------- | -------------------------- | ------ | --------------------- | ---- | ------ |
| 1                  | 11  | Sergio Pérez     | Red Bull Racing-Honda RBPT | 17     | 33:17.667             | 2    | 8      |
| 2                  | 16  | Charles Leclerc  | Ferrari                    | 17     | +4.463                | 1    | 7      |
| 3                  | 1   | Max Verstappen   | Red Bull Racing-Honda RBPT | 17     | +5.065                | 3    | 6      |
| 4                  | 63  | George Russell   | Mercedes                   | 17     | +8.532                | 4    | 5      |
| 5                  | 55  | Carlos Sainz jr. | Ferrari                    | 17     | +10.388               | 5    | 4      |
| 6                  | 14  | Fernando Alonso  | Aston Martin-Mercedes      | 17     | +11.613               | 8    | 3      |
| 7                  | 44  | Lewis Hamilton   | Mercedes                   | 17     | +16.503               | 6    | 2      |
| 8                  | 18  | Lance Stroll     | Aston Martin-Mercedes      | 17     | +18.417               | 9    | 1      |
| 9                  | 23  | Alexander Albon  | Williams-Mercedes          | 17     | +21.757               | 7    |        |
| 10                 | 81  | Oscar Piastri    | McLaren-Mercedes           | 17     | +22.851               | 11   |        |
| 11                 | 20  | Kevin Magnussen  | Haas-Ferrari               | 17     | +27.990               | 13   |        |
| 12                 | 24  | Zhou Guanyu      | Alfa Romeo-Ferrari         | 17     | +34.602               | 14   |        |
| 13                 | 10  | Pierre Gasly     | Alpine-Renault             | 17     | +36.918               | 17   |        |
| 14                 | 21  | Nyck de Vries    | AlphaTauri-Honda RBPT      | 17     | +41.626               | 18   |        |
| 15                 | 27  | Nico Hülkenberg  | Haas-Ferrari               | 17     | +48.587               | 12   |        |
| 16                 | 77  | Valtteri Bottas  | Alfa Romeo-Ferrari         | 17     | +49.917               | 15   |        |
| 17                 | 4   | Lando Norris     | McLaren-Mercedes           | 17     | +51.104               | 10   |        |
| 18                 | 31  | Esteban Ocon     | Alpine-Renault             | 17     | +1:00.621             | Pit  |        |
| DNF                | 22  | Yuki Tsunoda     | AlphaTauri-Honda RBPT      | 2      | Ongeluk               | 16   |        |
| DNS                | 2   | Logan Sargeant   | Williams-Mercedes          | 0      | Schade *1             | −    |        |
| Bron: formula1.com |     |                  |                            |        |                       |      |        |

*1 Logan Sargeant nam niet deel aan de sprint na een verzoek van het team om de auto terug te trekken na het ongeluk tijdens de sprintkwalificatie.

## Wedstrijd
Sergio Pérez behaalde de zesde Grand Prix-overwinning in zijn carrière.
| Pos.               | Nr. | Coureur          | Constructeur               | Rondes | Tijd / Oorzaak Uitval | Grid | Punten |
| ------------------ | --- | ---------------- | -------------------------- | ------ | --------------------- | ---- | ------ |
| 1                  | 11  | Sergio Pérez     | Red Bull Racing-Honda RBPT | 51     | 1:32:42.436           | 3    | 25     |
| 2                  | 1   | Max Verstappen   | Red Bull Racing-Honda RBPT | 51     | +2.137                | 2    | 18     |
| 3                  | 16  | Charles Leclerc  | Ferrari                    | 51     | +21.217               | 1    | 15     |
| 4                  | 14  | Fernando Alonso  | Aston Martin-Mercedes      | 51     | + 22.024              | 6    | 12     |
| 5                  | 55  | Carlos Sainz jr. | Ferrari                    | 51     | +45.491               | 4    | 10     |
| 6                  | 44  | Lewis Hamilton   | Mercedes                   | 51     | +46.145               | 5    | 8      |
| 7                  | 18  | Lance Stroll     | Aston Martin-Mercedes      | 51     | +51.617               | 9    | 6      |
| 8                  | 63  | George Russell   | Mercedes                   | 51     | +1:14.240             | 11   | 5S     |
| 9                  | 4   | Lando Norris     | McLaren-Mercedes           | 51     | +1:20.376             | 7    | 2      |
| 10                 | 22  | Yuki Tsunoda     | AlphaTauri-Honda RBPT      | 51     | +1:23.862             | 8    | 1      |
| 11                 | 81  | Oscar Piastri    | McLaren-Mercedes           | 51     | +1:26.501             | 10   |        |
| 12                 | 23  | Alexander Albon  | Williams-Mercedes          | 51     | +1:28.623             | 12   |        |
| 13                 | 20  | Kevin Magnussen  | Haas-Ferrari               | 51     | +1:29.729             | 16   |        |
| 14                 | 10  | Pierre Gasly     | Alpine-Renault             | 51     | +1:31.332             | 17   |        |
| 15                 | 31  | Esteban Ocon     | Alpine-Renault             | 51     | +1:37.794             | Pit  |        |
| 16                 | 2   | Logan Sargeant   | Williams-Mercedes          | 51     | +1:40.943             | 14   |        |
| 17                 | 27  | Nico Hülkenberg  | Haas-Ferrari               | 50     | +1 ronde              | Pit  |        |
| 18                 | 77  | Valtteri Bottas  | Alfa Romeo-Ferrari         | 50     | +1 ronde              | 13   |        |
| DNF                | 24  | Zhou Guanyu      | Alfa Romeo-Ferrari         | 37     | Mechanisch            | 15   |        |
| DNF                | 21  | Nyck de Vries    | AlphaTauri-Honda RBPT      | 10     | Ongeluk               | 18   |        |
| Bron: formula1.com |     |                  |                            |        |                       |      |        |

S George Russell reed voor de zesde keer in zijn carrière een snelste ronde en behaalde hiermee een extra punt.

## Tussenstanden wereldkampioenschap
Betreft tussenstanden voor het wereldkampioenschap na afloop van de race.

### Coureurs
| Pos. | Nr. | Coureur          | Constructeur               | Punten |
| ---- | --- | ---------------- | -------------------------- | ------ |
| 1    | 1   | Max Verstappen   | Red Bull Racing-Honda RBPT | 93     |
| 2    | 11  | Sergio Pérez     | Red Bull Racing-Honda RBPT | 87     |
| 3    | 14  | Fernando Alonso  | Aston Martin-Mercedes      | 60     |
| 4    | 44  | Lewis Hamilton   | Mercedes                   | 48     |
| 5    | 55  | Carlos Sainz jr. | Ferrari                    | 34     |
| 6    | 16  | Charles Leclerc  | Ferrari                    | 28     |
| 7    | 63  | George Russell   | Mercedes                   | 28     |
| 8    | 18  | Lance Stroll     | Aston Martin-Mercedes      | 27     |
| 9    | 4   | Lando Norris     | McLaren-Mercedes           | 10     |
| 10   | 27  | Nico Hülkenberg  | Haas-Ferrari               | 6      |

### Constructeurs
| Pos. | Constructeur               | Punten |
| ---- | -------------------------- | ------ |
| 1    | Red Bull Racing-Honda RBPT | 180    |
| 2    | Aston Martin-Mercedes      | 87     |
| 3    | Mercedes                   | 76     |
| 4    | Ferrari                    | 62     |
| 5    | McLaren-Mercedes           | 14     |
| 6    | Alpine-Renault             | 8      |
| 7    | Haas-Ferrari               | 7      |
| 8    | Alfa Romeo-Ferrari         | 6      |
| 9    | AlphaTauri-Honda RBPT      | 2      |
| 10   | Williams-Mercedes          | 1      |